# My Wife & I
My Wife & I es una película de comedia familiar nigeriana de 2017 dirigida por Bunmi Ajakaiye y coproducida por Moses Babatope, Kene Mkparu, Kene Okwuosa, Zulu Onuekwusi, Chinaza Onuzo e Isioma Osaje. Está protagonizada por Ramsey Nouah, Omoni Oboli, Dorcas Shola-Fapson, Bimbo Ademoye y Lilian Afegbai. La película gira en torno a Toyosi y Ebere, una pareja infelizmente casada al borde del divorcio.
Se estrenó nacionalmente el 25 de agosto de 2017 y posteriormente, el 23 de diciembre de 2018, se estrenó en la televisión taiwanesa.

## Elenco
- Ramsey Nouah como Toyosi Akinyele
- Omoni Oboli como Ebere Akinyele
- Dorcas Shola-Fapson como Jumoke Fashanu
- Bimbo Ademoye como Georgina
- Lilian Afegbai como Yetunde Akinyele
- Adeolu Adefarasin como Idris Joda
- Rotimi Adelegan como Kehinde Martins
- Alex Ayalogu como Chukwudi Okadigbo
- Jumoke George como Aunty Ayo
- Joshua Johnson como Timi Salako
- Ngozi Nwosu como Bisi Akinyele
- Sambasa Nzeribe como Emeka Okadigbo
- Rachel Oniga como Uchenna Okadigbo
- Nnadozie Onyiriuka como Okey Akinyele
- Jemima Osunde como Ireti Akinyele
- Seyilaw como Pastor Theophilus
- Gloria Okafor como Dumebi
- Oribhabor Dickson como asistente de spa
- Emeka Duru como inspector de Shoprite
- Chinonso Ejiogwu como Gateman
- Mgbanwa Franklin como inspector agrícola
- Bolanle Ninalowo como esposo
- Abimbola Craig como esposa
- Maryame Obiora como Debbie
- Alabado sea Sam Ogan como Hot Waitress
- Wale Shabiolegbe como el conductor de la tía Ayo